# Пеарські мови

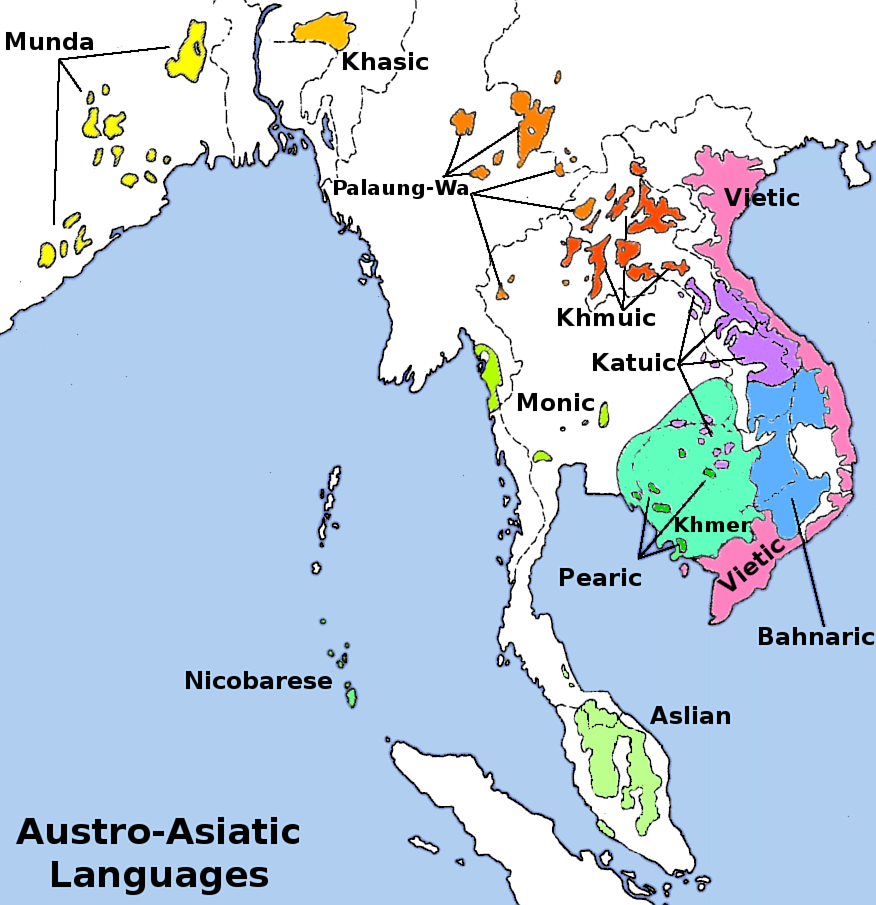
Мапа поширення мон-кхмерських мов:
Пеарські мови

Пеарські мови, поряд із аслійськими, банарськими, в'єтськими, катуйськими, кхасійськими, кхмерськими, кхмуйськими, монськими, мунданськими, нікобарськими, паканськими (манзькими), палаунзькими, утворюють окрему гілку австроазійської мовної сім'ї.
Пеарська гілка об'єднує низку мов, що мають дуже мало носіїв і перебувають під загрозою зникнення, через мовні контакти вони зазнають сильного зовнішнього впливу.

## Поширення та чисельність носіїв
Пеарські мови поширені на заході Камбоджі (провінції Баттамбанг, Сіємреап, Кампонгтхом, Поусат, Кампонгспи, Кампот) та на південному сході Таїланду (провінції Чантхабурі та Трат). Їхні носії складаються з кількох розрізнених груп, розкиданих на камбоджійських та тайських землях. Сьогодні відомо кілька пеарських острівців: самре Пеампрус (Peam Prus) в провінції Поусат, самрай Кранюнг (Kranhung) у провінції Баттамбанг, суой Трапеаншо (Trâpeang Chô) в провінції Кампонгспи, саок Веалрень (Veal Renh) в провінції Кампот, пеар у провінції Кампонгтхом, самре в провінції Сіємреап в Камбоджі, чонггеап та чонглоо в окрузі Кхаокітчакут (Khao Khitchakut), чонг в окрузі Понгнамрон (Pong Nam Ron) провінції Чантхабурі, чонг (касонг) у провінції Трат у Таїланді.
Через швидке зменшення передачі рідної мови новому поколінню складно точно визначити поточну кількість носіїв пеарських мов. Зокрема в Таїланді різні дослідники оцінюють їхню чисельність від лише 500 (Grimes, 2000) до приблизно 4000 (Mahidol Ethnolinguistic Map Project, 2002) осіб. У Камбоджі, за даними Азійського банку розвитку, 2002 року чисельність пеар (поар, східні та західні пеар) у провінціях Кампонгтхом та Поусат становила 1440 осіб, саок у провінціях Кампот і Поусат — 175 осіб, суой в провінції Кампонгспи — 1200 осіб. Наводяться також дані про чисельність пеарських народів, запозичені з проєкту Етнолог (2011): сомрай в провінції Поусат — 4100 осіб, пеар в провінції Преахвіхеа — 1674 особи, суой (саонг) в провінції Кампонгспи — 857 осіб, саок (чунг) в провінції Сіануквіль — 445 осіб. Скільки з них продовжує користуватися рідною мовою — невідомо, але ця кількість є незначною.

## Назви
Навіть зараз у літературі існує значна плутанина щодо назв пеарських мов. Чотири основні назви (чонг, самре, пеар і суой) є загальними термінами, але лише перша з них є справжнім автоетнонімом. Чонг та подібні форми (Chong, Song, Xong, Kasong) пеарськими мовами означає «народ». Ця назва зустрічається ще в китайському джерелі кінця XIII ст. У сучасній кхмерській мові чонг означає «варвари, дикуни». Термін самре (варіанти: Samrê, Sâmré, Sɔmre, Somre, Somræ, Sɔmray, Somray) — екзонім, який виводять від кхмерського сре («поле») в значенні «землероби». Пеар — ще один кхмерських термін, його використовують для позначення пеарських народів у цілому. Він вважається принизливим, походить від санскритського варна («каста»), в минулому використовувався кхмерськими та французькими чиновниками з посиланням на зовнішній вигляд цих людей. Екзонім суой (Suoy, Suay) застосовується не лише до пеарських, а й до частини катуйських народів, зокрема куїв. Є версія, що так називали народи, які мали платити данину кхмерським правителям.

## Історія досліджень
Пеарські мови були одними з перших австроазійських мов, для яких були записані матеріали, складені західними дослідниками, але до 1900 року існували лише короткі словники. Ранні вчені вважали пеарські мови сукупністю архаїчних сільських кхмерських діалектів і називали їх «давньокхмерською» мовою (Khamen Boran). Польові роботи 1930-1940-х років надали найважливіші словники, які й досі використовуються для класифікації та порівняльних досліджень. Особливе місце серед них займає великий рукописний словник, складений Р. Барада (фр. R. Baradat, 1941). Він містить вступ та 251 сторінку порівняльної лексики французькою, кхмерською, а також п'ятьма пеарськими мовами.
Починаючи з середини 1960-х рр. вийшла низка лексикостатистичних досліджень австроазійських мов. Незважаючи на різні висновки, вони демонструють найбільшу спорідненість пеарських мов з кхмерською, катуйськими та банарськими мовами. Д. Томас і Р. Гедлі (1970) формально ідентифікували пеарську гілку як один з основних підрозділів мон-кхмерських мов. Цінний матеріал надають праці французького лінгвіста й біологині Марі Мартен (фр. Marie Alexandrine Martin), яка протягом 1960-х років проводила польові роботи в Камбоджі, а тоді ще працювала в сусідніх районах Таїланду, збираючи дані про пеарські мови та архаїчні діалекти кхмерської мови.
Починаючи з 1980-х років до вивчення пеарських мов приєдналися професійні лінгвісти, завдяки яким з'явилися якісні дані та їхній науковий аналіз. Цінний внесок зробили Франклін Гаффман (англ. Franklin E. Huffman), Терапхан Луангтхонгкум (англ. Theraphan Luangthongkum або Theraphan L-Thongkum, там. ธีระพันธ์ เหลืองทองคำ) та інші вчені, які працювали з носіями діалектів чонг у Таїланді. Протягом 1990-2000-х років тайські дослідники з Університету Магідол (англ. Mahidol University) провели багато роботи з документації пеарських мов у провінції Чантхабурі з огляду на їхній статус мов, що вимирають.
Мішель Ферлю (фр. Michel Ferlus) 2011 року наводить перелік 45 словників, складених протягом 1828—2009 рр., із зазначенням мови, автора та дати, близько половини з них належать до «сучасної» епохи мовознавства.
Реконструкція прото-пеарської мови Р. Гедлі була зроблена 1985 року на підставі даних «долінгвістичного» періоду, але вона залишається помітною віхою в дослідженнях пеарських мов і хорошою основою для подальшого їхнього вивчення.

## Класифікація
Місце пеарських мов серед австроазійської сім'ї є неоднозначним. Найбільшу спорідненість вони виявляють із кхмерською, катуйськими та банарськими мовами. В той же час пеарські мови містять дивні ізоглоси, що пов'язують їх із північними гілками австроазійських мов, поширеними в Північно-Східній Індії, Юньнані, північно-східній М'янмі, на півночі Лаосу та Таїланду. Взаємозв'язки пеарських мов з іншими периферійними мон-кхмерськими мовами (кхасі, аслійські) лишаються недослідженими.
Окрема пеарська гілка мон-кхмерських мов вперше з'явилася в класифікації Томаса і Гедлі 1970 року. Такий статус пеарських мов був підтриманий у подальших дослідженнях. Якщо відкинути давньокхмерські запозичення, можна побачити, що пеарська гілка чітко відрізняється від кхмерської. Пеарські мови виступають як мовний ізолят у мон-кхмерській родині, це підтверджують численні унікальні одиниці базової лексики. Пеарські мови мають дуже незвичну фонологію, де розрізняють чотири регістри (типи голосу).
Заплутаний масив назв пеарських мов, що зустрічається в лінгвістичній літературі, на перший погляд вказує на різноманіття мов. Проте порівняльний аналіз показує, що більшість із них настільки близькі між собою з точки зору взаємної зрозумілості, що вони фактично становлять лише ланцюжок діалектів однієї мови, кишеньками розкиданих на південному заході Камбоджі та в сусідніх районах Таїланду. Окремо стоїть лише мова пеар з камбоджійської провінції Кампонгтхом.
Існує декілька класифікацій пеарських мов, найпопулярнішою з яких є класифікація Р. Гедлі 1985 року:
- Північно-східна група: мова пеар (Pear, Por, код ISO 639-3: pcb) у провінції Кампонгтхом.
- Південно-східна група: мови суой (Su'ung, S'uun, Suoy, Pear, код ISO 639-3: syo) в провінції Кампонгспи та саок (Sa'och, Sa-och, Sauch, Saotch, Chung, Chu-ng, Tchiong, Khamen Padong, Padong Khmer, Ut, код ISO 639-3: scq) в провінції Кампот.
- Західна група: діалекти мови чонг (Chong, Chawng, Shong, Xong, Chong of Chantaburi: Chong Heap & Chong Loo, код ISO 639-3: cog) в провінції Чантхабурі.
- Південно-центральна група: діалекти мови чонг в провінції Трат (Chong of Trat), самре (Samre, East Pear, код ISO 639-3: sxm) в провінції Поусат.
- Північно-центральна група: сомрай (Samray, Somray, Samrai, Samre, Western Pear, код ISO 639-3: smu) в провінції Баттамбанг.

Мова пеар зазвичай протистоїть решті пеарських мов (П. Сідвел об'єднує їх під назвою чонг), класифікація яких будується переважно за географічним принципом.

## Характеристики
Аналіз наявних словників пеарських мов виявляє домінування запозичень з кхмерської та тайської лексики, з понад 2000 слів лише кілька сотень є власне пеарськими.
Пеарське слово, схоже, має таку саму канонічну форму, що й у більшості інших мон-кхмерських мов. Воно складається з одного наголошеного головного складу, якому може передувати слабко наголошений передсклад. Головний склад має структуру П1(П2)Г1(П3), а передсклад П4(П5)Г2(П6). На позиції П1 може стояти будь-який приголосний, на позиції П2 — приголосний з числа p, t, k, m, n, ŋ, v, у, s, r, l. Перелік приголосних, які можуть стояти на позиції П4, обмежується списком p, t, k, s, l, а на позиції П5 може бути лише r або l. На позиції Г1 може стояти будь-який голосний або кластер голосних, це ядро наголошеного складу. Короткі голосні не зустрічаються у відкритих складах. Голосний Г2 — це ядро передскладу, нейтральний голосний ə, який варіює між [ɔ-ɑ-a-i]. На кінці наголошеного складу може стояти будь-який приголосний П3 з числа p, t, с, k, ʔ, m, n, ñ, ŋ, v, у, h, r, l, а приголосний П6 на кінці передскладу обмежується переліком m, n, ñ, ŋ, l. У деяких діалектах чонг у Таїланді передсклад може бути редукований на ніщо. На початку складу зустрічаються такі кластери приголосних: ck, chk, chm, cn, chŋ, chn, cr, kd, kl, khl, km, khm, kn, khn, khñ, kr, khr, khs, kv, ky, khy, ml, pl, phl, pn, phn, pŋ, phŋ, pr, ps, phs, pt, pht, sk, sm, sn, sŋ, sr, tr, tm, thm, tŋ, thŋ, thk, tp, tv, tr.
Перелік пеарських приголосних:
|            | губні | зубні | середньопіднебінні | задньоязикові | гортанні |
| проривні   |       |       |                    |               |          |
| глухі      | p     | t     | с                  | k             | ʔ        |
| придихові  | ph    | th    | ch                 | kh            |          |
| дзвінкі    | (b)   | (d)   |                    |               |          |
| фрикативні |       |       |                    |               |          |
| глухі      |       | s     |                    |               | h        |
| дзвінкі    | v     |       | y                  |               |          |
| носові     | m     | n     | ñ                  | ŋ             |          |
| дрижачі    |       | r     |                    |               |          |
| бокові     |       | l     |                    |               |          |

Більшість слів, що містять приголосні b і d є запозиченнями з кхмерської мови.
Перелік пеарських голосних:
|         | передні | середні | задні |
| високі  | i       | ɨ       | u     |
| середні | e, ɛ    | ə       | ô, ŏ  |
| низькі  |         | a       | ɔ     |

Кожен голосний може бути коротким або довгим, а в деяких діалектах ще й у фонемному регістрі, який зазвичай називають глотальним тоном (англ. glottal tone)); він може впливати як на довгі, так і на короткі голосні. Голосний ô буває лише довгим. Також зустрічаються дифтонги: iə, ie, ɨə, uə, oa, ao, ea.
Голосні звуки більшості пеарських мов мають чотири типи фонації (голосові регістри) у фонологічному контрасті: чистий модальний (англ. clear modal), чистий скрипучий (англ. clear-creaky), придиховий (англ. breathy) та придихово-скрипучий (англ. breathy-creaky). Це унікальне явище відрізняє пеарські мови від решти австроазійських мов.

## Пеарська історія
У минулому пеарські народи займали значно більшу територію, вони жили в Кардамонових горах (Кравань) на південному заході Камбоджі та на сході Таїланду, в сусідніх Слонових горах (Дамрей) у камбоджійській провінції Кампот, на плато Кулен на північному заході Камбоджі, в районі Ангкору. В усній традиції пеарських народів та кхмерів згадується царство Чонг (Chong), що існувало в період кхмерської імперії Ангкор в Кардамонових горах зі столицею недалеко від сучасного міста Чхантабурі в Таїланді.
Вважають, що пеарські народи мають мішане походження. В деяких груп, зокрема саок, помітні ознаки негритоського расового типу: темний колір шкіри, низький зріст, кучеряве волосся.
Китайський мандрівник і посол в Ангкорі (1296—1297) Чжоу Дагуань згадує в своїх записах «дикунів» чонг, що жили в горах Кулен. Чонг, за його свідченням, вели бродячий спосіб життя, не мали хат, лише тимчасові притулки, полювали дичину за допомогою луків або списів, вогонь видобували кресалом, вантажі носили на голові. Ця розповідь має аналогії в усній традиції пеарських народів Кардамонових гір. За усною традицією, пеари мігрували сюди з Ангкору.
Пеарські народи були тісно пов'язані з кардамоном. Кхмери часів імперії Ангкор контролювали торгівлю цією пряною рослиною, а пеари доглядали, збирали й подекуди вирощували її. Існував спеціальний податок кардамоном, який пеарські народи сплачували на користь правителя Ангкору. Існувала навіть особлива категорія населення «кардамонові раби» (pol kravanh), яка визначала політичний та соціальний статус пеарів у Кхмерській імперії.
Пеари на плато Кулен, що знаходилось поблизу центру імперії Ангкор, першими асимілювалися кхмерами. Поступово кхмери стали заселяти й Кардамонові гори, змушуючи пеарів відступати вище в гори. Вплив кхмерської культури та мішані шлюби сильно вплинули на пеарські народи. Тепер їх майже не можна відрізнити від кхмерів, вони вільно говорять кхмерською мовою, мають такі самі хати та одяг.
Тяжкого удару пеарам завдали червоні кхмери, правління яких спричинило в період з 1975 по 1979 рік смерть до 2 мільйонів камбоджійців. Пеарів, як і інші національні меншини, виселили з рідних земель і змушували працювати в трудових таборах, їм було заборонено користуватися рідною мовою. Багато пеарів загинуло за довгі роки боїв у Поусаті та Баттамбанзі. Люди, що вижили й повернулися на рідні землі, вже втратили свою культурну ідентичність. Вони потонули в злиднях, бояться говорити про свою справжню етнічну належність, пам'ятаючи про жахи минулого. Сьогодні в Камбоджі лишилося дуже мало носіїв пеарських мов, батьки більше не передають мову своїм дітям. Люди не виявляють прагнення до збереження рідної мови, пов'язуючи її з бідністю та виключенням із основного камбоджійського суспільства.
Вимирають пеарські мови й на території Таїланду, але тут були реалізовані певні зусилля до вивчення та документування мов, що зникають, розроблена система письма для мови чонг, зроблені спроби запровадити її в системі офіційної школи. Проте цих заходів до активації цієї мови може бути замало, вона матиме дуже мало на виживання після того, коли помруть останні кілька її носіїв, людей вже похилого віку.